# Sharad Vesawkar
Sharad Vesawkar (sinh ngày 8 tháng 8 năm 1988) là 1 vận động viên cricket người Nepal. Anh là 1 right-handed batsman và right-arm medium pace bowler, anh chơi cho đội tuyển quốc gia từ năm 2004.